# Кристалічний світ (роман)
«Кристалічний світ» (англ. The Crystal World) — науково-фантастичний роман англійського письменника Джеймса Балларда, вперше надрукований 1966 року.

## Представлення роману
У романі розповідається про лікаря, який намагається пробратися вглиб джунглів до ізольованого закладу, який спеціалізується на лікуванні прокази. Намагаючись дістатися до місця призначення, його хаотичний шлях змушує лікаря спробувати змиритися з апокаліптичним явищем у джунглях, яке кристалізує все, до чого торкається. 
Раніше Джеймс Баллард використовував тему апокаліптичної кристалізації в оповіданні 1964 року «Осяяна людина» (включеному в «Тімінальний пляж»), дія якого також відбувається в тих самих місцях.

## Сюжет
|                      | «Удень фантастичні птахи літали скам’янілим лісом, а інкрустовані коштовностями крокодили виблискували, як геральдичні саламандри, на берегах кришталевої річки. Вночі осяяний чоловік мчав між деревами, його руки, як золоті колеса, його голова, як примарна корона...» |
| — «Кришталевий світ» | |

Головний герой — Едвард Сандерс, англійський лікар, який прибуває до річкового порту Порт-Матарр у Камеруні. Звідси він намагається дістатися до закладу з лікування прокази, де живуть його друзі, Макс та С'юзен Клер. Однак незабаром він починає дізнаватися, що таємниче явище кристалізує джунглі разом із живими істотами. Повідомляється, що таке ж явище спостерігається також у Флоридських Еверглейдс і на Прип’ятських болотах (Радянський Союз). Наукове пояснення феномену надається в книзі: однак Баллард пропонує здебільшого внутрішній та психологічний погляд на це, безпосередньо через досвід Сандерса. Декілька фактів, окрім цього, залишаються нез'ясованими: наприклад, здатність дорогоцінних каменів розріджувати кристали. Кристали також мають властивість утримувати об'єкти та істоти у підвішеному стані існування. Багато уривків розповідають про цю характеристику, вказуючи на її здатність призупиняти час та життя.
Під час своєї подорожі в лісові хащі Сандерс вплутується в особисту ворожнечу між Вентресс, бельгійським архітектором, і Торенсеном, директором алмазної копальні. В одному з найяскравіших епізодів роману Сандерс виявляє причину смертельного суперництва з колишньою дружиною Вентресса, Сереною, яка невиліковно хвора на туберкульоз. Після останньої сутички Торенсен вирішує залишитися у своєму будинку в джунглях, незважаючи на процес кристалізації. Двоє інших героїв, яких Сандерс зустрів під час подорожі, спонтанно приймають таке ж рішення: Бальтус, священик-відступник, і С'юзен. Остання, майже збожеволіла і з першими симптомами прокази, зображується наприкінці роману як ватажок банди прокажених, які вирушають у середину лісу, що кристалізується, вочевидь, щоб ніколи не повернутися.
Ледве врятувавшись від кристалізації, яка почала швидко поширюватися, Сандерс досягає Порт-Матарр. Однак тут він приймає таке ж рішення, як Бальтус і Сюзанна. На останніх сторінках Сандерс повертається до річки, щоб зіткнутися з тією ж долею, що й Сюзанна.

## Головні герої
Едвард Сандерс
Англійський лікар, який пішов на пошуки давнього кохання, С'юзен, на щастя врятованої від інфекції, але незабаром піде, щоб возз'єднатися з жінкою в кристалізованому лісі.
С'юзен Клер
Лікарка, яка працює в колонії прокажених Мон-Рояль. У неї був тривалий роман із Сандерсом, але вона одружена з Максом. Заражена проказою, вона намагатиметься врятуватися від інфекції, піддаючись таємничій мутації.
Макс Клер
Чоловік і колега С'юзен. Він врятується від зарази і продовжить свою роботу по догляду за прокаженими. Знаходить віру в тому, що мутація є Божим знаменням.
Отець Бальтус
Священик засмучений глибокою містичною кризою. 
Луїз Перет
Молода французька журналістка. Вона має сильні почуття до Сандерса, але він не відповідає взаємністю.
Капітан Арагон
Власник човна, який супроводжуватиме Сандерса протягом більшої частини подорожі.
Редек
Військовий лікар, інформує Сандерса про подробиці таємничої мутації, але випадково вбитий самим Сандерсом.
Вентресс
Бельгійський архітектор, вступив у криваву ворожнечу проти Торенсена.
Торенсен
Співвласник алмазної копальні Мон-Рояль. Він загине від рук Вентресс у ворожнечі, викликаній взаємними ревнощами до дружини Серени.

## Відгуки
Річард А. Лупофф назвав «Кришталевий світ» найкращим із «романів-катастроф» Балларда, зазначив, що це «своєрідна, але дуже ефективна [і] дуже важлива науково-фантастична книга».